# Facilitatore
Un facilitatore è qualcuno che si impegna nell'attività di facilitazione. Aiuta un gruppo di persone a comprendere i loro obiettivi comuni e li aiuta a pianificare come raggiungerli; facendo così, il facilitatore rimane "neutro", il che significa che non svolge una particolare posizione nella discussione. Alcuni strumenti di facilitazione cercheranno di aiutare il gruppo a raggiungere un consenso su eventuali disagi che preesistono o emergono nella riunione in modo che abbia una solida base per l'azione futura.

## Definizioni
Vi sono diverse definizioni per facilitatore:
- "Un individuo che consente ai gruppi e alle organizzazioni di lavorare in modo più efficace, di collaborare e di ottenere sinergie. È una 'parte neutrale dei contenuti' che, senza prendere parte o esprimere o sostenere un punto di vista durante la riunione, può sostenere per il giusto, e procedure aperte e comprensive per realizzare il lavoro del gruppo "- Doyle
[2]
- "Colui che contribuisce alla struttura e al processo delle interazioni in modo che i gruppi siano in grado di funzionare in modo efficace e di prendere decisioni di alto livello. Un aiutante il cui obiettivo è quello di sostenere gli altri in quanto perseguono i loro obiettivi". - Bens, p.viii.[3]
- "Il lavoro del facilitatore è quello di aiutare tutti a fare il loro pensiero e la loro pratica migliore. Per fare questo, il facilitatore incoraggia la piena partecipazione, promuove la comprensione reciproca e coltiva la responsabilità condivisa. Per supportare ognuno per avere il loro miglior pensiero, un facilitatore consente ai membri del gruppo di cercare soluzioni inclusive e di costruire contratti sostenibili  " - Kaner[4]\
- "Un Facilitatore è un leader neutrale che forma un gruppo di persone in un team di collaborazione, che supporta il consenso e utilizza una serie di processi per consentire al gruppo di svolgere il proprio compito. Il Facilitatore è responsabile del contesto." - Rush[5]
- "Un leader di riunioni o workshop che crea un ambiente in cui ogni partecipante ha l'opportunità di collaborare, innovare ed eccellere." - Metz[6]
- Un leader neutro che rende più facile un processo, ad esempio un leader di sessione. Il termine Facilitatore è derivato parzialmente dal Vecchio Faculte francese tramite facoltà latine o forma parallela di facilità. Entrambi sono stati derivati dal latino facilis o facile, un aggettivo formato dal verbo facere, o da fare. Conserva una connotazione di facilità mentre la derivazione significa più vicina alla capacità o al potere - unisce le dimensioni di entrambi abilitazione e potenza che si allineano bene con Tuckman e simili modelli di comportamento di gruppo..[7]

## Autorità
Il concetto di autorità (del facilitatore) è quello che può causare confusione. Heron ha sostenuto tre alternative (inizialmente nel contesto educativo) come:
- Autorità di tutela - basata sulle competenze e sulle competenze del Tutor / Facilitatore
- Autorità politica - che coinvolge l'esercizio del processo educativo decisionale[8] con il rispetto agli obiettivi, al programma, ai metodi, alle risorse e alla valutazione dell'apprendimento. (Questo si manifesta in particolare nella dimensione progettuale).
- Autorità carismatica - influenza per presenza, stile e modo. (Esso si manifesta soprattutto attraverso la sensazione, il confronto e la valutazione delle dimensioni.) È tuttavia possibile trarre da questo i requisiti per un facilitatore di essere chiari come funzionano in qualsiasi ambiente.

## Tipi

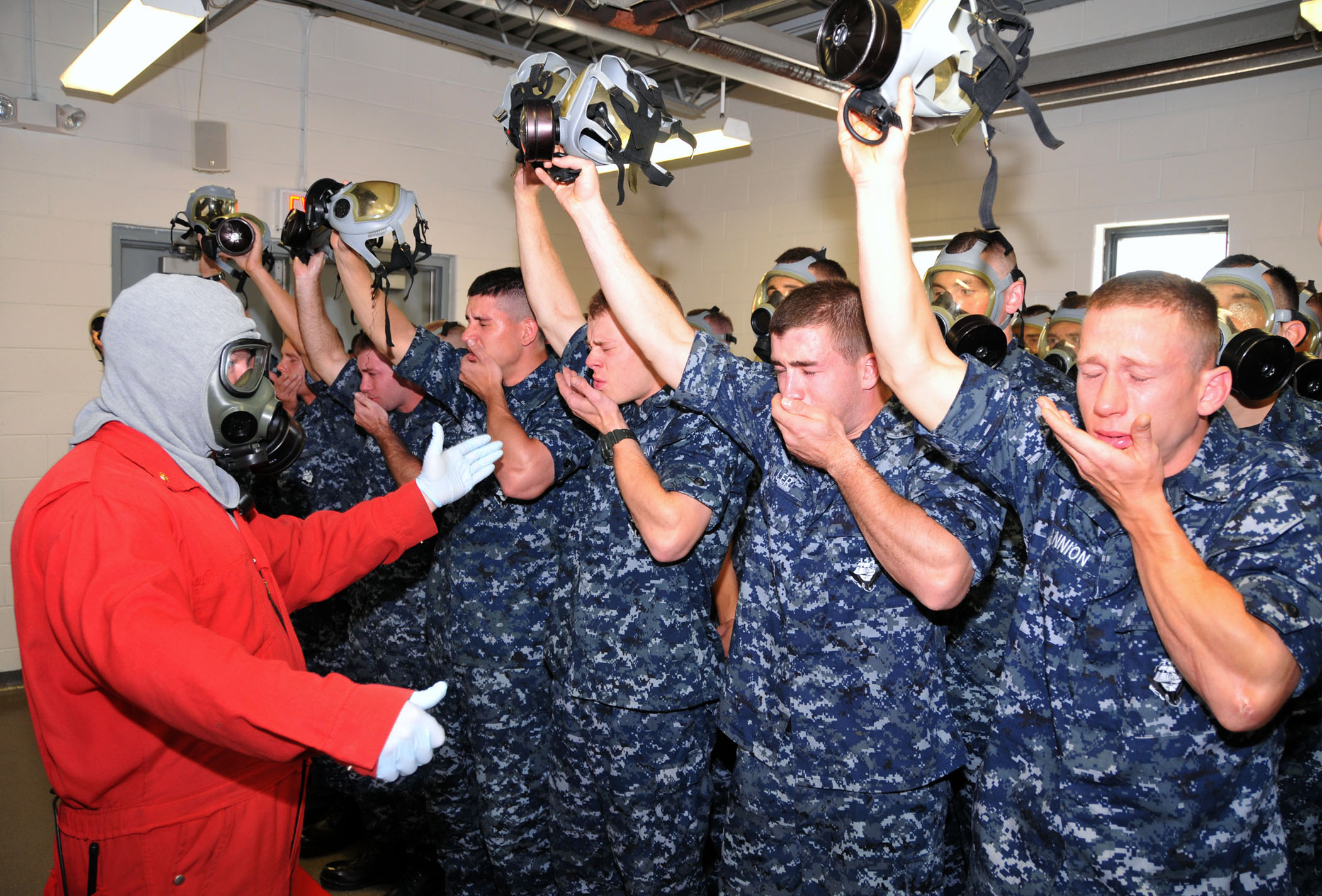
US Navy allenamento facilitatori in azione.

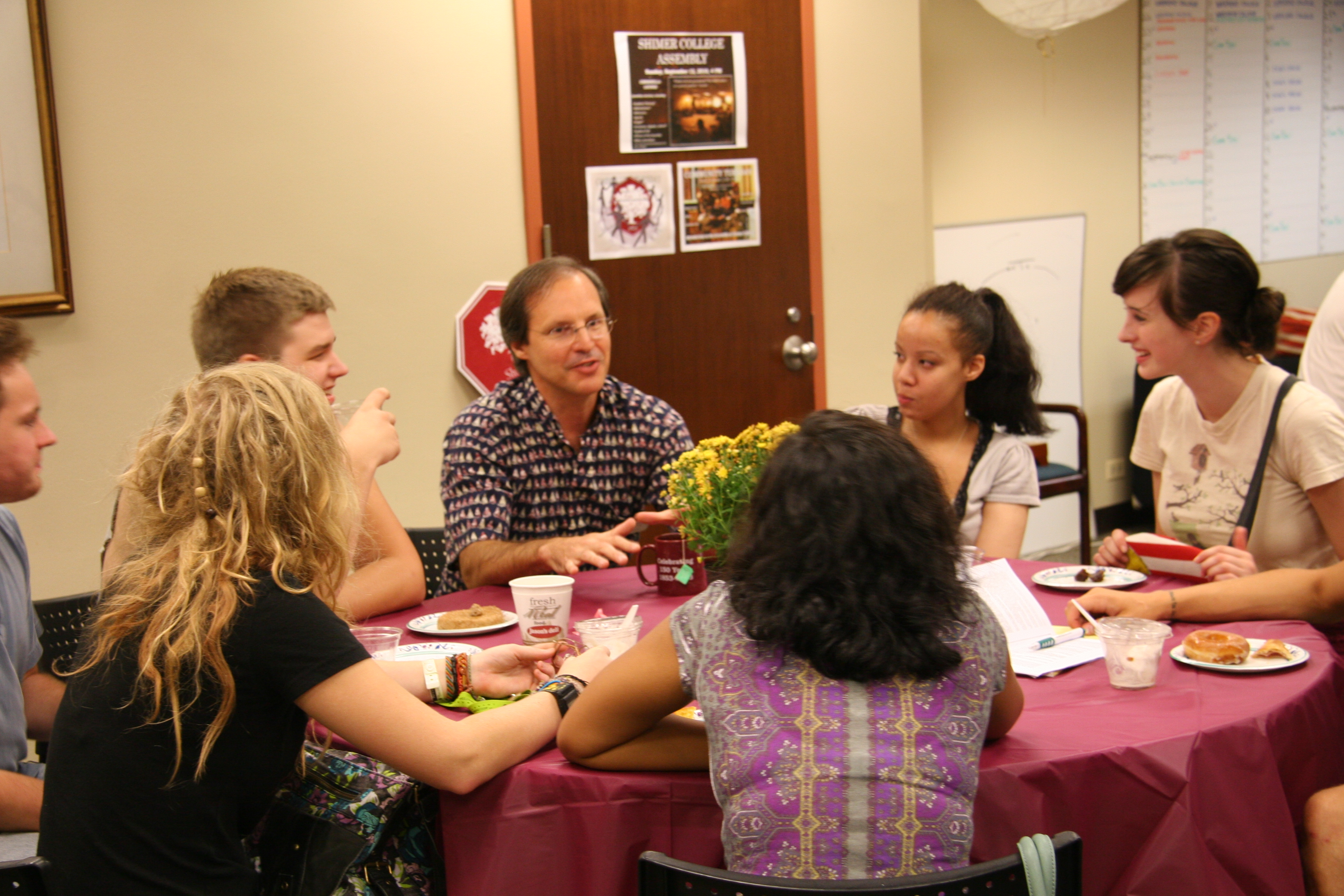
Conversazione tra facilitatori e studenti.

### Facilitatori d'affari
I facilitatori aziendali lavorano nel mondo degli affari e altre organizzazioni formali, ma i facilitatori possono anche lavorare con una serie di altri gruppi e comunità. È un principio di facilitazione che il facilitatore non condurrà il gruppo verso la risposta che pensa sia meglio anche se posseggono un parere sull'argomento. Il ruolo del facilitatore è quello di rendere più facile per il gruppo di arrivare alla propria risposta, decisione.

### Facilitatori per l'apprendimento
Gli educatori nell'apprendimento dialogico e altri approcci di istruzione di pari livello spesso servono come facilitatori. Secondo una definizione comune, un facilitatore educativo ha lo stesso livello di conoscenza sia dell'istruzione che dell'argomento come insegnante, ma lavora allo scopo di far sì che gli studenti prendano la massima responsabilità per il loro apprendimento possibile. Nell'insegnamento delle lingue, gli insegnanti possono passare ad un ruolo facilitativo per aumentare la proprietà degli studenti nel processo di apprendimento..[./Facilitator#cite_note-FOOTNOTEUnderhill1999125-12 ]  L'agevolazione efficace richiede l'autocontrollo e un'attenta attenzione ai dettagli dell'interazione e del contenuto del materiale.[./Facilitator#cite_note-FOOTNOTEUnderhill1999133-140-13 ]

## Associazioni e Organizzazioni
L'Associazione Internazionale dei Facilitatori è stata fondata nel 1993 per promuovere l'agevolazione come una professione. Le competenze di un Facilitatore PROFESSIONALE certificato possono essere trovate sul sito web IAF. Queste competenze fondamentali sono: (1) creare relazioni client collaborative; (2) pianificare processi di gruppo appropriati; (3) Creare e sostenere un ambiente partecipativo; (4) Guida gruppo a risultati idonei e utili; (5) Costruire e mantenere conoscenze professionali e; (6) Modello atteggiamento positivo professionale.
L'Istituto Internazionale per la Facilitazione è stato fondato nel 2003 per mantenere e promuovere un programma di certificazione per l'agevolazione a livello master, il programma Master Certified Master Facilitator. Le competenze di un certificato MASTER Facilitatore si trovano sul sito web INIFAC.